# Rehsen
Rehsen è una frazione della città tedesca di Oranienbaum-Wörlitz.